# Oberrot
Oberrot es un municipio alemán perteneciente al distrito de Schwäbisch Hall de Baden-Wurtemberg.

## Localización
Se ubica en el suroeste del distrito a orillas del río Rot, unos 10 km al suroeste de la capital distrital Schwäbisch Hall. Su término municipal limita con el distrito de Rems-Murr.

## Historia
Según consta en el Códice de Lorsch, la primera mención documental de la localidad tuvo lugar en el año 788, cuando aparece registrado en una donación a la abadía de Lorsch. A lo largo de su historia, estuvo en manos de varias familias nobles hasta su integración en el reino de Wurtemberg en 1807. El término municipal aumentó en 1970 con la incorporación del hasta entonces municipio de Hausen an der Rot.

## Demografía
A 31 de diciembre de 2017 tiene 3613 habitantes.